# Эредия (провинция)
Эре́дия (исп. Heredia) — одна из 7 провинций Коста-Рики.

## География
Находится в северной части страны. Граничит с провинциями Лимон на востоке, Алахуэлой на западе, Сан-Хосе на юге и государством Никарагуа на севере. Административный центр — город Эредия. Эредию часто называют «Сьюдад де Лас-Флорес» («город цветов») получившей известность благодаря производству цветов, а также красоте местных женщин.
Площадь — 2657 км². Население — 433 677 чел. (2011).

## Кантоны
Провинция разделена на 10 кантонов:
1. Барва
2. Белен
3. Сан-Исидро
4. Сан-Пабло
5. Сан-Рафаэль
6. Санта-Барбара
7. Санто-Доминго
8. Сарапики
9. Флорес
10. Эредия

## Галерея

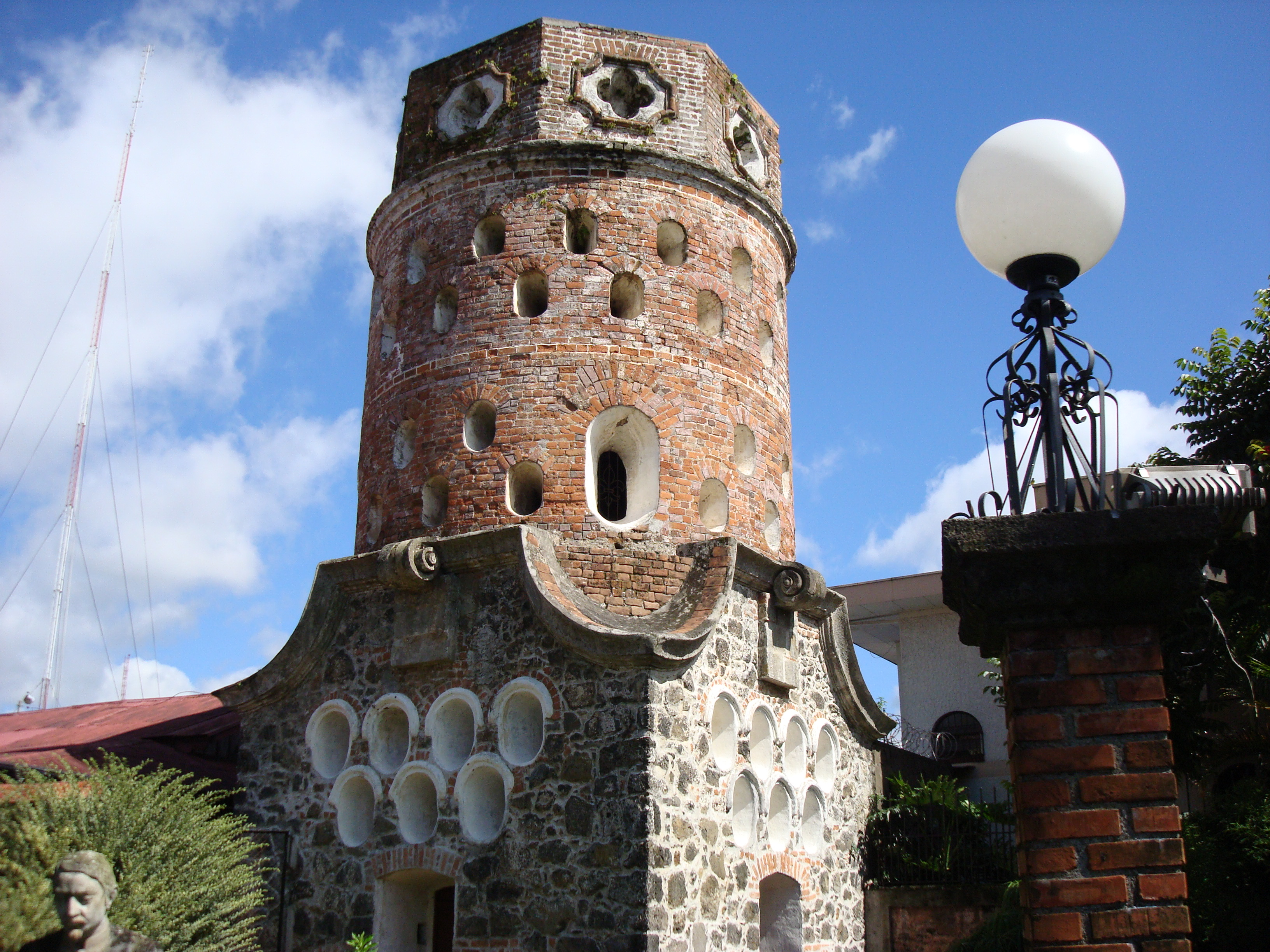
Малый форт в городе Эредия
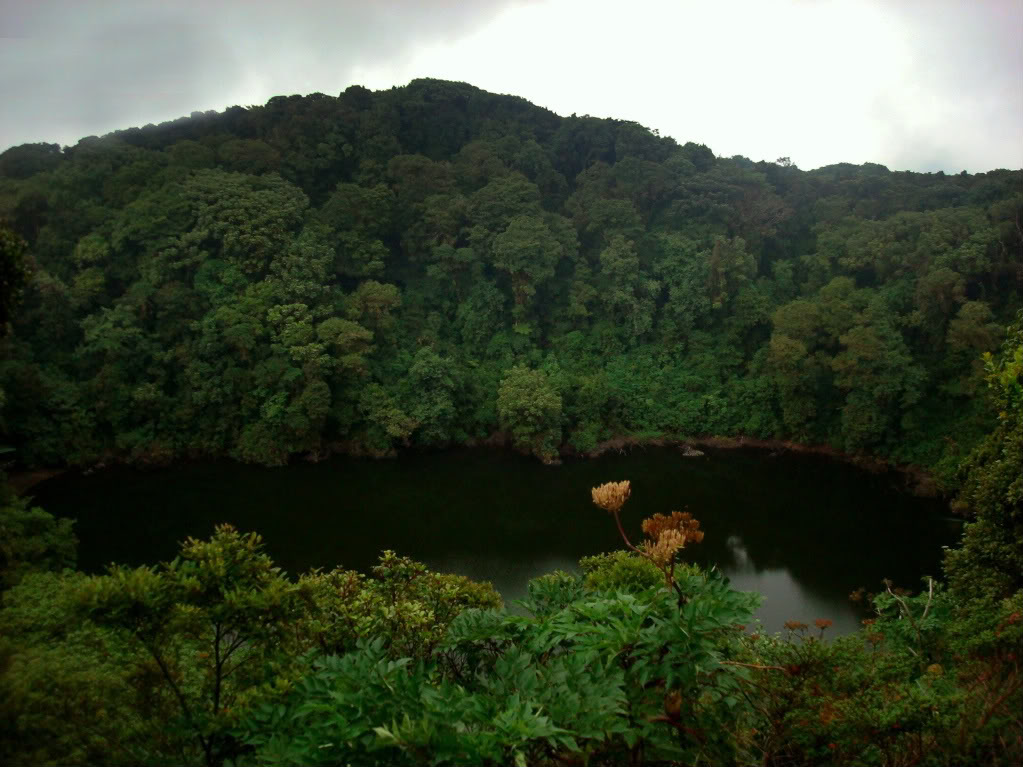
Кратер вулкана Барва
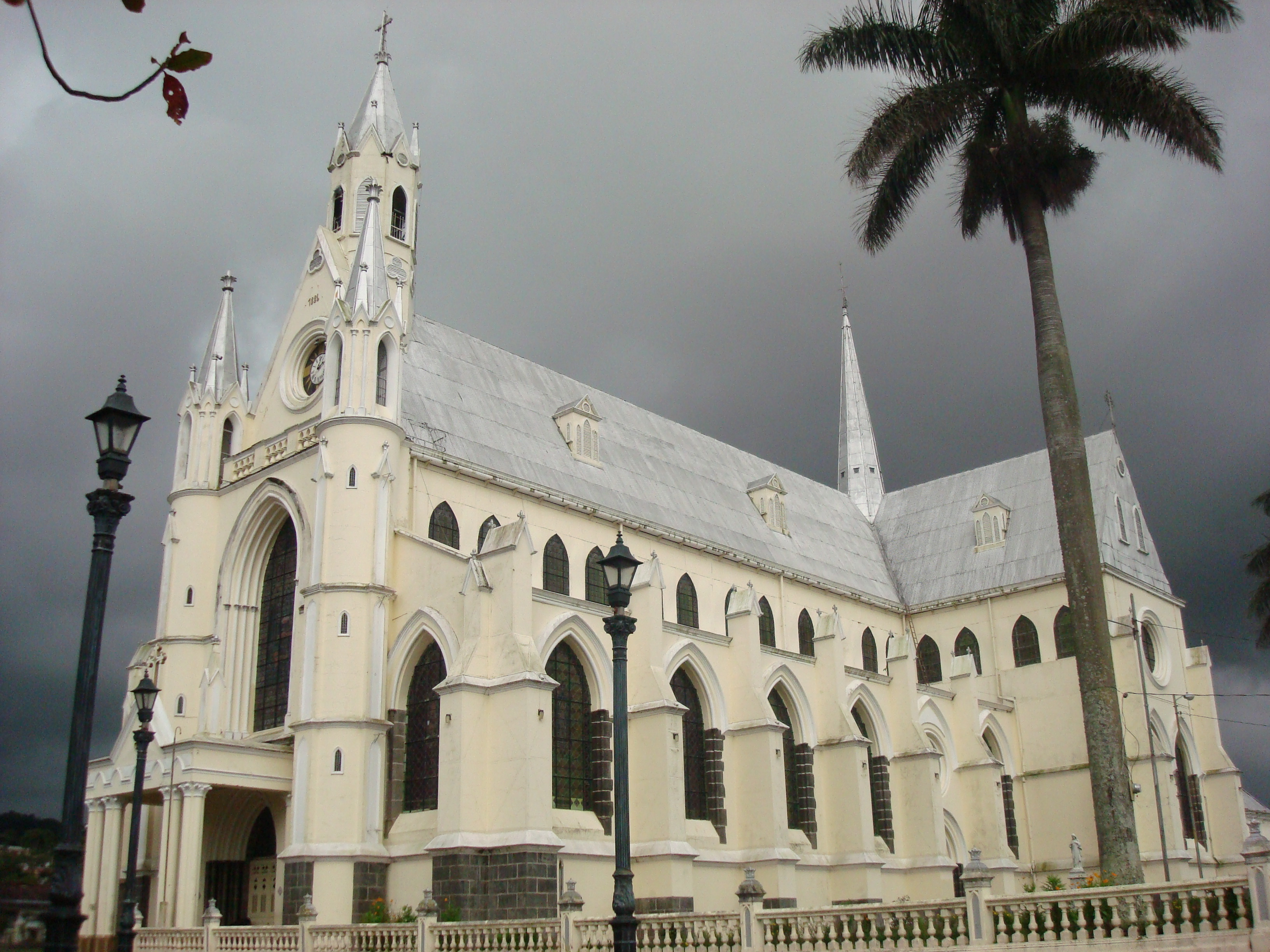
Собор в кантоне Сан-Рафаэль
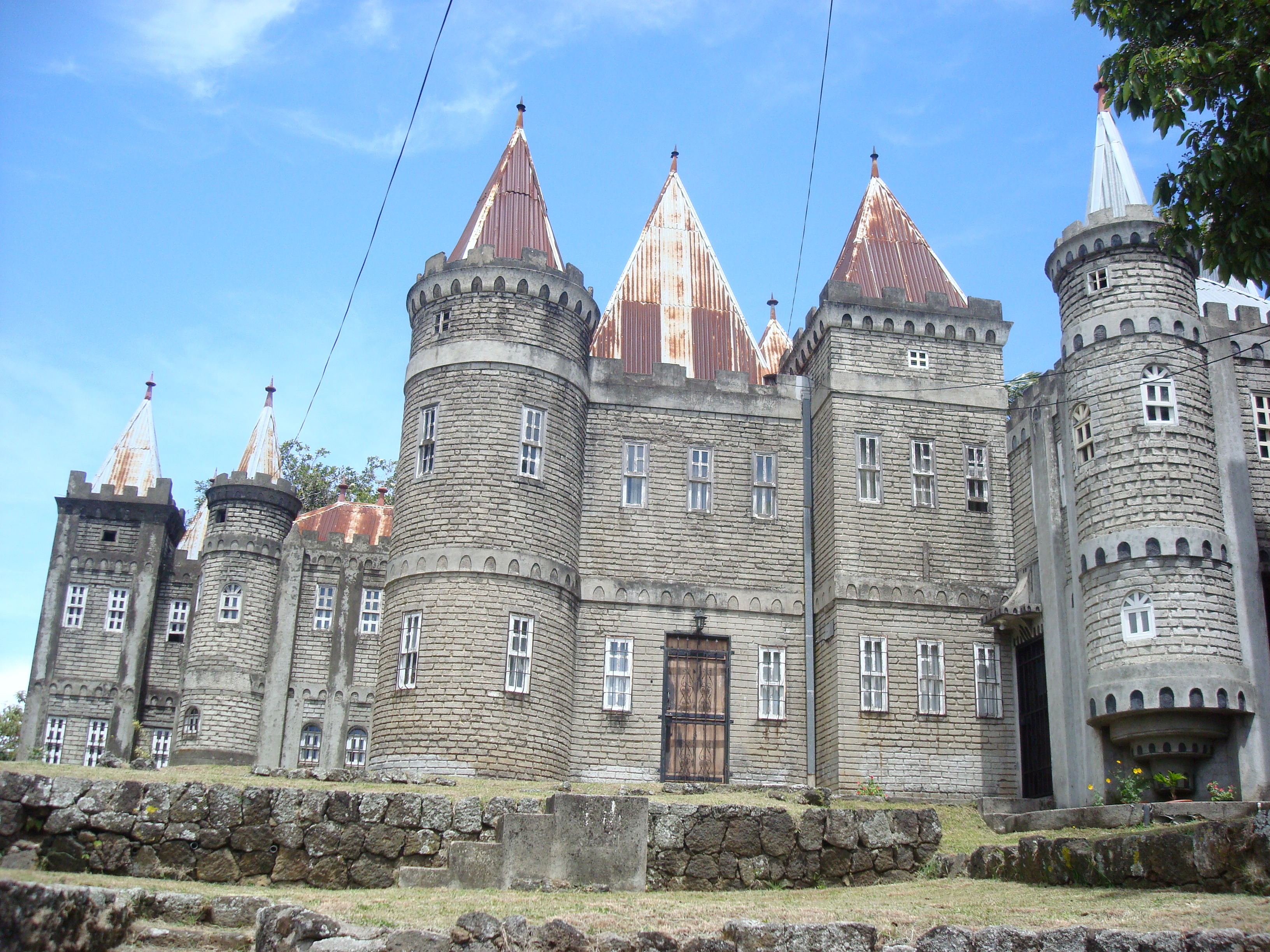
Замок в кантоне Барва